# U 427 (1943)
El U 427 (1943) fue un submarino tipo VII C de la Kriegsmarine alemana durante la Segunda Guerra Mundial.

## Construcción
El U 427 fue construido en los astilleros Danziger Werft AG de Danzig, parte de Alemania por aquel entonces. Fue botado el 27 de julio de 1942, terminado de armarse y equiparse el 6 de febrero de 1943, con una tripulación de 52 hombres bajo el mando del Oberleutnant Graf Carl-Gabriel von Gudenus. El comandante del submarino, Carl-Gabriel von Gudenus, era un noble de origen austríaco que ostentaba el título de conde.

## Historial de servicio
Este sumergible sobrevivió hasta el final de la guerra y tuvo su zona de operaciones en el Mar del Norte. El 2 de junio de 1943 zarpó de su base en Kiel y se unió a la 7ª Flotilla de Submarinos que operaba en el Mar del Norte, estando en esta asignación de entrenamiento hasta el 1 de junio de 1944, pasando a servicio activo. Su patrulla de máxima duración tuvo lugar desde el 4 de diciembre de 1944, zarpando de Trondheim hasta el 23 de febrero de 1945 en que arribó a Stavanger, totalizando 82 días seguidos de inmersión. Inmediatamente de esta comisión puso rumbo a Bergen para atender reparaciones durante dos meses, a causa de los continuos ataques sufridos por parte de buques aliados.
Irónicamente, la mayoría de los U-boot alcanzaron notoriedad por el número de hundimientos o el tonelaje total de los buques que echaron a pique, pero en el caso del U 427 logró la celebridad de otra manera. 
Desde su primera misión, el 20 de junio de 1944, hasta el final de la guerra, el U 427 nunca destruyó ninguno de sus objetivos. Se dispararon torpedos a los destructores canadienses HMCS Haida y el HMCS Iroquois el 29 de abril de 1945. Ambos fallaron, pero fue su gran capacidad de sobrevivir bajo circunstancias extremas lo que le dieron la fama al U 427. En abril de 1945, antes, durante y después de esos dos ataques, el U 427 sobrevivió a 678 cargas de profundidad, lo que fue toda una hazaña de la historia naval.
El 2 de mayo de 1945, el U 427 regresó a su base en Kilbotn, Noruega, donde permaneció durante los pocos días que restaban a la rendición de Alemania.
El U 427 se entregó a los Aliados en Narvik, Noruega, el 8 de mayo de 1945, y fue trasladado a Loch Eriboll, Escocia, el 19 de mayo, y más tarde al loch Ryan, como parte de la Operación Deadlight, donde fueron hundidos 116 U-boat de la Kriegsmarine. El submarino fue finalmente echado a pique el 21 de diciembre de 1945 en las coordenadas: 56°04′N 09°35′O / 56.067, -9.583, en circunstancias no aclaradas.